# Чак (1-й сезон)
Первый сезон американского телесериала в жанре комедийных приключений «Чак». В США показ сезона осуществлял телеканал NBC с 24 сентября 2007 года по 24 января 2008 года.

## Сюжет
Чак Бартовски (Закари Ливай) — главный герой сериала, милый, добрый, умный парень, потерявшийся в жизни после исключения из Стэнфордского университета и предательства любимой девушки Джилл Робертс (Джордана Брюстер). Чак работает в Бёрбанковском отделении сети магазинов «Купи больше» и живёт со старшей сестрой Элли (Сара Ланкастер) и её парнем Девоном (Райан Макпартлин). Среди его коллег верный друг детства Морган Граймс (Джошуа Гомес), его сексапильная подружка Анна Ву (Джулия Линг), парочка авантюристов и по совместительству музыкантов Джефф (Скотт Крински) и Лестер (Вик Сахай), а также менеджер магазина Большой Майк (Марк Кристофер Лоуренс). В ночь своего дня рождения Чак получает электронное письмо от своего бывшего лучшего друга из Стэнфорда Брайса Ларкина (Мэтт Бомер). Когда Чак открывает это письмо, в его мозг посредством серии закодированных изображений загружается правительственный супер-компьютер под названием Интерсект. После этого жизнь Чака кардинально меняется. Он, как носитель Интерсекта, должен работать на правительство, появляются агент ЦРУ Сара Уолкер (Ивонн Страховски) и майор АНБ Джон Кейси (Адам Болдуин), приставленные к нему, чтобы защищать.
Несмотря на всю свою уникальность, Чак считает себя круглым неудачником и мечтает извлечь из головы Интерсект. Начинается его оперативная деятельность на миссиях. Чаку очень нравится Сара, его куратор из ЦРУ, и очень не нравится Кейси — из АНБ. ЦРУ и АНБ враждуют, но по инициативе Чака начинают работать вместе под предводительством генерала Дайан Бэкман, отдающей приказы команде в основном по видеосвязи в комнате отдыха магазина «Купи больше». Они борются против преступного подразделения «Фулкрам», которое, как и все злодеи, мечтает захватить мировое господство. А для этого им нужно найти Интерсект.

## В ролях

### Основной состав
- Закари Ливай — Чарльз «Чак» Бартовски (13 эпизодов)
- Ивонн Страховски — агент Сара Уолкер (13 эпизодов)
- Адам Болдуин — майор Джон Кейси (13 эпизодов)
- Джошуа Гомес — Морган Граймс (13 эпизодов)
- Сара Ланкастер — доктор Элеонора «Элли» Бартовски (12 эпизодов)

### Второстепенный состав
- Скотт Крински — Джеффри «Джефф» Барнс (13 эпизодов)
- Вик Сахай — Лестер Пател (13 эпизодов)
- Бонита Фридериси — бригадный генерал Дайан Бэкман (11 эпизодов)
- Райан Макпартлин — доктор Девон «Капитан Великолепный» Вудкомб (10 эпизодов)
- Марк Кристофер Лоуренс — «Большой Майк» Такер (9 эпизодов)
- Джулия Линг — Анна Ву (9 эпизодов)
- Тони Тодд — директор ЦРУ Лэнгстон Грэм (8 эпизодов)
- Чарли Ли — Гарри Танг (6 эпизодов)
- Мэтт Бомер — Брайс Ларкин (4 эпизода)
- Рэйчел Билсон — Лу Пэлон (2 эпизода)
- Энтони Руйвивар — Томми Дельгадо (2 эпизода)
- Мини Анден — Карина Миллер (1 эпизод)

## Эпизоды
| № общий | № в сезоне | Название                                                               | Режиссёр             | Автор сценария                  | Дата премьеры    | Произв. код | Зрители в США (млн) |
| --- | ---------- | ---------------------------------------------------------------------- | -------------------- | ------------------------------- | ---------------- | ----------- | ------------------- |
| 1 | 1          | «Чак против Интерсекта» «Chuck Versus the Intersect»                   | Макджи               | Джош Шварц и Крис Федак         | 24 сентября 2007 | 276025      | 9,21                |
| Чаку, скромному работнику техподдержки магазина «Купи больше», приходит электронное письмо от его старого друга по колледжу Брайса Ларкина, а ныне агента ЦРУ. Чак открывает письмо, и правительственный компьютер со всеми правительственными секретами под названием Интерсект загружается в мозг Чака. ЦРУ и АНБ направляет своих лучших агентов забрать компьютер у Чака, однако выясняется, что теперь Чак и есть единственный суперкомпьютер. |            |                                                                        |                      |                                 |                  |             |                     |
| 2 | 2          | «Чак против Вертолёта» «Chuck Versus the Helicopter»                   | Роберт Данкан МакНил | Джош Шварц и Крис Федак         | 1 октября 2007   | 3T6451      | 8,39                |
| Врач, который мог извлечь Интерсект из головы Чака, был убит сразу после анонимного осмотра Чака в «Купи больше». Кейси и Сара подозревают друг друга в этом происшествии. Сара говорит Чаку, что Кейси нельзя доверять, а Кейси уверен, что Сара собирается убить Чака. В результате Чак думает, что Сара - киллер, и на ужине у его сестры Элли всеми способами пытается увести Сару подальше от семьи. Однако вскоре выясняется, что ни Сара, ни Кейси не убивали доктора.                                                                                          |            |                                                                        |                      |                                 |                  |             |                     |
| 3 | 3          | «Чак против Танго» «Chuck Versus the Tango»                            | Джейсон Эйслер       | Мэттью Миллер                   | 8 октября 2007   | 3T6452      | 7,21                |
| Из-за вспышки Интерсекта Чак узнаёт, что опаснейший в мире торговец оружием, которого никто не знает в лицо, посетит выставку-аукцион картин. О торговце известно только его имя - «La Ciudad». Чаку, Саре и Кейси предстоит посетить выставку и найти эту таинственную личность. Однако ситуация выходит из-под контроля, когда «La Ciudad» захватывает Чака. |            |                                                                        |                      |                                 |                  |             |                     |
| 4 | 4          | «Чак против Вуки» «Chuck Versus the Wookiee»                           | Алан Крокер          | Эллисон Эдлер                   | 15 октября 2007  | 3T6454      | 8,36                |
| «Сеньор Вуки», как его называет Чак, это волосатый мужчина, в доме которого в Малибу спрятан алмаз, который собираются использовать для спонсирования террористической деятельности. Для того чтобы заполучить его Чаку, Саре и Кейси необходимо пойти на вечеринку к «сеньору Вуки». Однако в операцию вмешивается старая подруга Сары, агент Карина Миллер и операция оказывется под угрозой срыва. |            |                                                                        |                      |                                 |                  |             |                     |
| 5 | 5          | «Чак против Шипящих Креветок» «Chuck Versus the Sizzling Shrimp»       | Дэвид Соломон        | Скотт Розенбаум                 | 22 октября 2007  | 3T6453      | 7,22                |
| Чак и Сара, встречающиеся для прикрытия, идут вечером в китайский ресторан с Морганом Граймсом, лучшим другом Чака. Внезапная вспышка Чака на одного из поваров в ресторане втягивает команду в запутанную ситуацию с китайской мафией, правительственными агентами, дипломатами и заложниками. |            |                                                                        |                      |                                 |                  |             |                     |
| 6 | 6          | «Чак против Песчаного Червя» «Chuck Versus the Sandworm»               | Роберт Данкан МакНил | Фил Клеммер                     | 29 октября 2007  | 3T6455      | 7,65                |
| С секретной охраняемой базы сбегает гениальный конструктор оружия для правительственных организаций. Молодой человек много лет провёл на этой базе без каких либо контактов с внешним миром. Чак случайно встречается с ним и проникается сочувствием к так похожему на него человеку. Однако никто не тот, кем кажется на первый взгляд. Тем временем у Чака появляется шанс стать помощником менеджера в «Купи больше», а Элли надеется увидеть на Чаке и Моргане другой костюм в этом году на Хэллоуин.                                                             |            |                                                                        |                      |                                 |                  |             |                     |
| 7 | 7          | «Чак против Альма-матер» «Chuck Versus the Alma Mater»                 | Патрик Норрис        | Энн Кофелл Сандерс              | 5 ноября 2007    | 3T6456      | 7,65                |
| Для нового задания Чаку предстоит вернуться в Стэнфордский университет, из которого его бесцеремонно исключили несколько лет назад. Оказывается, что профессор Флемминг, человек который выгнал его, агент ЦРУ, вербующий студентов. Чаку предстоит найти секретную информацию о завербованных студентах. Между тем Чак узнаёт, что в Интерсекте есть досье на него самого, а профессор собирался завербовать его в Стенфорде, а Брайс Ларкин обвинил Чака в краже ответов к экзаменам, чтобы спасти.                                                                  |            |                                                                        |                      |                                 |                  |             |                     |
| 8 | 8          | «Чак против Правды» «Chuck Versus the Truth»                           | Роберт Данкан МакНил | Эллисон Адлер                   | 12 ноября 2007   | 3T6457      | 7,56                |
| Чаку приходиться выбирать между любовью для прикрытия и любовью в реальной жизни, когда он встречает девушку по имени Лу, которая, кажется, действительно заинтересована в реальном Чаке. С другой стороны, его отношения с Сарой становятся теплей, когда они идут на двойное свидание с Элли и Девоном и пытаются объяснить их сексуальную жизнь. Между тем, специалист по ядам пытается получить коды для ядерных установок и использует «сыворотку правды», чтобы получить ответы. Чак, Сара, Кейси и Элли получают дозу яда и это заставляет их сказать многое... |            |                                                                        |                      |                                 |                  |             |                     |
| 9 | 9          | «Чак против Салями» «Chuck Versus the Imported Hard Salami»            | Джейсон Энслер       | Скотт Розембаум и Мэттью Миллер | 19 ноября 2007   | 3T6458      | 7,79                |
| Чак не может больше надеяться на настоящие отношения, встречаясь с Сарой, поэтому говорит ей, что больше не может этого делать и ему нравится Лу, владелица магазина сэндвичей. Они начинают встречаться и все, кажется, идет превосходно. Однако когда Чаку как шпиону приходится охотиться за контрабандистами оружия, он узнает, что Лу незаконно импортирует салями в США. Однако полной неожиданностью становится то, что вместо бомбы Сара и Кейси обнаруживают живого Брайса Ларкина.                                                                           |            |                                                                        |                      |                                 |                  |             |                     |
| 10 | 10         | «Чак против Возмездия» «Chuck Versus the Nemesis»                      | Эллисон Лидди-Браун  | Крис Федак                      | 25 ноября 2007   | 3T6459      | 8,42                |
| Все отмечают День Благодарения, однако для «Купи больше» это настоящая катастрофа – наплыв покупателей и день самых крупных продаж за год. Во главе «оборонительного отряда «Купи больше»» становится Морган Граймс. Тем временем пришедший в себя Брайс Ларкин хочет видеть Чака и доказать всем, что он не предатель. Когда Чак видит как Сара и Брайс целуются, он начинает сомневаться в своих и без того сложных отношениях с Сарой. |            |                                                                        |                      |                                 |                  |             |                     |
| 11 | 11         | «Чак против Краун Виктории» «Chuck Versus the Crown Vic»               | Крис Фишер           | Зев Бороу                       | 3 декабря 2007   | 3T6460      | 8,41                |
| В Рождество команда ботаников «Купи больше» получает вызов на яхту богача-филантропа. В Рождество по инструкции Джеффа нельзя никуда пускать одного, поэтому Чак, Джефф и Лестер вместе едут устанавливать оборудование. На яхте у Чака неожиданно случается вспышка на фальшивую банкноту. А тем временем Моргана ждет настоящее испытание – знакомство с родителями его девушки Анны Ву. |            |                                                                        |                      |                                 |                  |             |                     |
| 12 | 12         | «Чак против Любовного приключения» «Chuck Versus the Undercover Lover» | Фред Туа             | Фил Клеммер                     | 24 января 2008   | 3T6461      | 6,88                |
| Чак случайно обнаруживает, что в одном из отелей в Лос-Анджелесе состоится встреча русских торговцев оружием. Он записывает все имена из своей вспышки, однако пропускает одно – Ильзы Тринчиной, которая связана с Джоном Кейси. Когда Чак пытается вызвать Кейси на откровенный разговор, его ждет неожиданная реакция Кейси и новость, что Ильза погибла 5 лет назад. Однако почему тогда её имя в Интерсекте? Тем временем у пары Элли и Великолепного назревает серьёзный кризис.                                                                                 |            |                                                                        |                      |                                 |                  |             |                     |
| 13 | 13         | «Чак против Марлина» «Chuck Versus the Marlin»                         | Алан Крокер          | Мэттью Лоу                      | 24 января 2008   | 3T6462      | 7,02                |
| В «Купи больше» всё идёт своим чередом. Джефф и Лестер подглядывают за девушками и снимают любительское видео, девушка из службы доставки приносит шаурму… Но когда Великолепный приходит в «Купи больше», чтобы попросить у Чака руки Элли, Чак случайно замечает плохо спрятанный жучок. Думая, что это жучок Кейси, он отдает ему его. Однако ни Кейси, ни Сара не устанавливали прослушку. Чтобы найти все жучки ЦРУ вывозит всё из магазина «Купи больше» на секретную базу…                                                                                      |            |                                                                        |                      |                                 |                  |             |                     |